# Juan Antonio García Díez
Juan Antonio García Díez (Madrid, Espanya 1940 - Madrid 1998) fou un polític espanyol que ocupà diverses carteres sota les presidències d'Adolfo Suárez i Leopoldo Calvo-Sotelo.

## Biografia
Va néixer el 1940 a la ciutat de Cadis. Va estudiar dret i ciències econòmiques a la Universitat Complutense de Madrid, esdevenint posteriorment Tècnic Comercial de l'Estat per oposició pública. Interessat en la docència fou professor de teoria econòmica a la Complutense de Madrid, càrrec que desenvolupà entre 1966 i 1968.
L'any 1970 fou nomenat agregat comercial d'Espanya a Perú i Bolívia, esdevenint l'any següent tècnic del Ministeri de Comerç. Al llarg de la seva vida fou president, d'entre d'altres, de les empreses Uralita, Pryca i de la secció espanyola de l'empresa Yamaha.
Morí a la seva residència de Madrid el 6 de maig de 1998 víctima d'una malaltia hepàtica.

## Activitat política
Membre del Partit Social Demòcrata (PSD), que posteriorment s'integrà a la Unió de Centre Democràtic (UCD), l'any 1976 fou nomenat Secretari General de RENFE.
En la formació de govern en la Legislatura Constituent per part d'Adolfo Suárez fou nomenat Ministre de Comerç i Turisme, càrrec que desenvolupà fins al final de la legislatura. En les eleccions generals de 1979 fou escollit diputat al Congrés per la província de Cadis, sent confirmat per Adolfo Suárez com a Ministre de Comerç, càrrec del qual fou rellevat el 3 de maig de 1980. A l'ascens de Leopoldo Calvo-Sotelo al capdavant del govern fou nomenat inicialment Vicepresident Segon del Govern i Ministre d'Assumptes Econòmics, esdevenint el juliol de 1982 Vicepresident Primer del Govern, càrrecs des dels quals hagué de fer front a la crisi del petroli i d'on va empendre mesures liberals per fer front a la crisi econòmica que vivia el país.
Després d'abandonar la UCD l'any 1982 per discrepàncies amb el president del seu partit Landelino Lavilla, es dedicà a l'empresa privada. L'any 1986, però, acceptà l'oferta que li feu Miquel Roca i Junyent i Federico Carlos Sainz de Robles per anar a les llistes del Partit Reformista Democràtic (PRD) en les eleccions generals espanyoles de 1986, abandonant del tot la política després del seu fracàs.